# Milka Duno
Milka Duno (Caracas, 22 de abril de 1972) é uma piloto profissional de automóveis venezuelana.

## Carreira
Iniciou sua carreira na Venezuela, em categorias locais. Em 1999 passou a correr nos Estados Unidos. Em 2000 participou da American Le Mans Series, depois nas 24 horas de Daytona e nas 24 horas de Le Mans.Em 2006 entrou para a IRL onde está até hoje.
É conhecida também por participar de uma discussão nos box com Danica Patrick no GP de Mid-Ohio na Temporada da IndyCar Series de 2008. Isto teria acontecido porque a piloto venezuelana não deixou a norte-americana lhe passar, muito embora Danica Patrick estivesse mais veloz.